# Exigit sinceræ devotionis
Le 1er novembre 1478, le pape Sixte IV rend publique la bulle pontificale Exigit sinceræ devotionis affectus, qui autorise une nouvelle Inquisition en Espagne. Rédigée comme une réponse aux demandes des Rois catholiques, elle reprend leurs arguments sur la diffusion des pratiques mosaïques parmi les Juifs convertis au christianisme dans toute l'Espagne, attribue le développement de cette hérésie à la tolérance des évêques et autorise en conséquence les souverains à nommer trois inquisiteurs. Ferdinand II d'Aragon et Isabelle la Catholique ont attendu jusqu'au mois de septembre 1480 pour nommer deux inquisiteurs, les dominicains Juan de San Martin et Miguel de Morillo respectivement bachelier et maître en théologie.
Les inquisiteurs, assistés par le docteur Juan Ruiz de Medina, du Conseil des Rois, ont commencé leur activité vers le début du mois de décembre 1480 dans la ville de Séville,.

Les méthodes brutales, les jugements sommaires rendus par les tribunaux inquisitoriaux espagnols et l'emploi de tortures choquent tant en Espagne qu'à l'extérieur du royaume. Ainsi, le pape Sixte IV écrit dès 1481 « pour se plaindre de la trop grande rigueur des inquisiteurs de Séville » : 
« Sans tenir compte des prescriptions juridiques, ils ont emprisonné nombre de personnes en violation des règles de justice, leur infligeant des tortures sévères et leur imputant, sans le moindre fondement, le crime d'hérésie, confisquant leurs biens à ceux qu'ils condamnaient à mort, si bien que pour fuir une telle rigueur un grand nombre d'entre eux se sont réfugiés auprès du Siège Apostolique, en protestant de leur orthodoxie. »
Dès la fin de l’année 1482, le pape tente de revenir sur ses concessions : il condamne dans une nouvelle bulle la « soif de lucre » de l’Inquisition, les jugements expéditifs et les mauvais traitements infligés à de nombreux Chrétiens, et réclame le contrôle du Saint-Office par les évêques. Il fallut une action énergique de la diplomatie de Ferdinand pour faire reculer le pape.